# 1. deild Wysp Owczych (2010)
W roku 2010 odbyła się 67. edycja 1. deild Wysp Owczych – drugiej ligi piłki nożnej Wysp Owczych. W rozgrywkach brało udział 10 klubów z całego archipelagu. Kluby z pierwszego i drugiego miejsca awansowały do Vodafonedeildin, a w tym sezonie były to 07 Vestur oraz KÍ Klaksvík. Drużyny z dwóch ostatnich miejsc (AB II Argir oraz B68 II Toftir) automatycznie spadały do ligi trzeciej.

## Uczestnicy
| Uczestnicy 1. deild Wysp Owczych 2009                                                                         | Uczestnicy 1. deild Wysp Owczych 2009 | Uczestnicy 1. deild Wysp Owczych 2009 | Uczestnicy 1. deild Wysp Owczych 2009 |
| --- | ------------------------------------- | ------------------------------------- | ------------------------------------- |
| TB | TB Tvøroyri                           | 3                                     |                                       |
| HBII | HB II Tórshavn                        | 4                                     |                                       |
| VÍKII | Víkingur II Gøta                      | 5                                     |                                       |
| B68 II | B68 II Toftir                         | 6                                     |                                       |
| FCH | FC Hoyvík                             | 7                                     |                                       |
| NSÍII | NSÍ II Runavík                        | 8                                     |                                       |
| Spadek z Vodafonedeildin 2009                                                                                 |                                       |                                       |                                       |
| KÍ | KÍ Klaksvík                           | 9                                     |                                       |
| 07V | 07 Vestur                             | 10                                    |                                       |
| Awans z 2. deild Wysp Owczych 2009                                                                            |                                       |                                       |                                       |
| ABII | AB II Argir                           | 1                                     |                                       |
| EBSII | EB/Streymur II                        | 3                                     |                                       |
| Oznaczenia: - kolumna pierwsza – skróty nazw drużyn, - kolumna trzecia – miejsce zajęte w poprzednim sezonie. |                                       |                                       |                                       |

## Tabela ligowa
| Lp. | Drużyna           | M  | Z  | R | P  | Bramki | Bramki | Różn. | Pkt | Uwagi                    |
| --- | ----------------- | -- | -- | - | -- | ------ | ------ | ----- | --- | ------------------------ |
| 1   | 07 Vestur (M) (A) | 27 | 18 | 7 | 2  | 75     | 23     | +52   | 61  | Awans do Vodafonedeildin |
| 2   | KÍ Klaksvík (A)   | 27 | 18 | 4 | 5  | 78     | 26     | +52   | 58  | Awans do Vodafonedeildin |
| 3   | TB Tvøroyri       | 27 | 15 | 6 | 6  | 62     | 34     | +28   | 51  |                          |
| 4   | EB/Streymur II    | 27 | 13 | 6 | 8  | 59     | 42     | +17   | 45  |                          |
| 5   | HB II Tórshavn    | 27 | 12 | 3 | 12 | 53     | 63     | −10   | 39  |                          |
| 6   | Víkingur II Gøta  | 27 | 11 | 4 | 12 | 40     | 53     | −13   | 37  |                          |
| 7   | FC Hoyvík         | 27 | 9  | 6 | 12 | 40     | 49     | −9    | 33  |                          |
| 8   | AB II Argir (S)   | 27 | 8  | 2 | 17 | 28     | 68     | −40   | 26  | Spadek do 2. deild       |
| 9   | NSÍ II Runavík    | 27 | 6  | 7 | 14 | 35     | 63     | −28   | 25  |                          |
| 10  | B68 II Toftir (S) | 27 | 1  | 3 | 23 | 19     | 68     | −49   | 6   | Spadek do 2. deild       |